# هارتهیل، یورک‌شر جنوبی
هارتهیل (به انگلیسی: Harthill) یک روستا در بریتانیا است که در انگلستان واقع شده‌است. هارتهیل ۱٬۸۷۹ نفر جمعیت دارد.